# Stadtpolizei Frankfurt am Main
Die Stadtpolizei Frankfurt am Main wurde am 1. Juni 2007 gegründet und ist ein kommunaler Vollzugsdienst, der organisatorisch dem Ordnungsamt der Stadt Frankfurt am Main angegliedert ist. Die ca. 200 Stadtpolizisten nehmen polizeirechtlich im Sinne des § 99 des Hessischen Gesetzes über die öffentliche Sicherheit und Ordnung (HSOG) bestimmte Aufgaben der Gefahrenabwehr sowie hilfsweise bestimmte polizeiliche Aufgaben wahr.
Die Stadtpolizei arbeitet eng mit der hessischen Landespolizei, der Bundespolizei, dem Zoll und dem Bundesamt für Logistik und Mobilität zusammen. Im Rahmen einer Kooperation mit dem Polizeipräsidium Frankfurt am Main („Sicherheits- und Ordnungspartnerschaft“) werden gemeinsame Kontrollen und Einsätze zusammen durchgeführt.

## Geschichte
Mit dem Aufgehen der städtischen Schutz- und Kriminalpolizei 1974 in der hessischen Landespolizei, füllte die Kommune die entstandene Lücke, indem sie die Befugnisse der Sonderpolizei Feldschutz – einem Vorläufer des Ordnungsamtes – erweiterte und besagte Sonderpolizei im neu gegründeten Feldschutz und Ermittlungsdienst reorganisierte. Der Feldschutz wurde 2004 in Ordnungspolizei umbenannt und damit eine Änderung des Hessischen Gefahrenabwehrgesetzes umgesetzt, die die Umbenennung der kommunalen Hilfspolizeien bestimmte.
Viele Gemeinden änderten daraufhin auch die Fahrzeugaufschriften. Besonders in Frankfurt am Main und Darmstadt kam es zu Protesten gegen diese Umbenennung, da dieser Begriff auch im Nationalsozialismus für einen Teil der Polizei verwendet wurde, welcher auch in Kriegsverbrechen während des Zweiten Weltkriegs verwickelt war (siehe Ordnungspolizei). Die Aufschriften wurden in Frankfurt und Darmstadt daher zunächst wieder in Ordnungsamt geändert.
Am 1. Juni 2007 erfolgte schließlich die Umbenennung in Stadtpolizei, die in den Folgejahren auch durch eine inhaltliche Professionalisierung hinsichtlich Ausbildung und Ausrüstung flankiert wurde.

## Aufbau und Organisation
Die Stadtpolizei Frankfurt gliedert sich in folgende Dienstgruppen:
- Ermittlungsgruppe: Die Ermittlungsgruppe tätigt Fahrerermittlungen für Bußgeldstellen, Wohnsitzermittlungen für andere Ämter der Stadt Frankfurt am Main und für andere Kommunen, Ermittlungen für die Zulassungsstelle und führt zwangsweise Außerbetriebsetzungen von Kraftfahrzeugen durch (Versicherung, Steuer und Mängel, Überprüfung von Händlerkennzeichen). Im Rahmen von Führerscheinermittlungen werden Fahrerlaubnisse beschlagnahmt und für das Kassen- und Steueramt Hundehaltende ermittelt, die ihrer Hundesteuerpflicht nicht nachkommen.[10]

- Gewerbe- und Gesundheitsaufsicht: Im Bereich der „Gewerbeaufsicht“ werden Kontrollen in Groß- und Einzelhandelsbetrieben durchgeführt, um die Einhaltung der Gewerbeordnung zu gewährleisten. Des Weiteren wird das Befolgen der Handwerksordnung in Handwerksbetrieben und des Gaststättengesetzes in Gaststätten überprüft. Die Aufgaben der „Gesundheitsaufsicht“ umfassen Kontrollen von Wohnungen und Liegenschaften mit Ungezieferbefall nach dem Infektionsschutzgesetz sowie die Durchführung von Maßnahmen nach dem Hessischen Freiheitsentziehungsgesetz.[11]
- Illegale Beschäftigung / Aufenthaltsrecht: In dem Bereich „Illegale Beschäftigung“ werden Überprüfungen nach der Sperrgebietsverordnung sowie in Gewerbebetrieben und Gaststätten hinsichtlich Personen ohne Aufenthaltstitel nach dem Aufenthaltsgesetz bzw. nicht angemeldeter Personen durchgeführt. Diese Kontrollen erfolgen teilweise auch in Zusammenarbeit mit Bundes- sowie Landesbehörden. Im Bereich des „Aufenthaltsrechts“ werden aufenthaltsbeendende Maßnahmen und Ermittlungen nach dem Aufenthaltsgesetz vollzogen. Weiter werden zur Passbeschaffung ausländische Staatsangehörige in Vertretungen ihres Heimatlandes vorgeführt und Ermittlungen zur Feststellung von Scheinehen durchgeführt.[12]
- Immissionsschutz: Der Immissionsschutz ist für die Überwachung lärmschutzrechtlicher Vorgaben sowie Geruchsbelästigungen zuständig. Die Arbeitsbereiche und Zuständigkeiten umfassen insbesondere Gaststättenbetriebe (Schank- und Speisewirtschaften sowie Beherbergungsbetriebe), Veranstaltungen (Veranstaltungsüberwachung mit Einmessung technischer Anlagen), Sportanlagen, Feuerungsanlagen sowie Autowaschanlagen und Baustellen gemäß dem Hessischen Sonn- und Feiertagsgesetz.[13]
- Operative Ermittlungs- und Kontrolleinheit: Ursprünglich wurde die Ermittlungsgruppe OPE (Operative Ermittlungs- und Kontrolleinheit) im Jahr 2017 als Arbeitsgruppe Geldspielgeräte zur Bekämpfung des illegalen Glücksspiels eingerichtet. Diesen Aufgaben geht sie nach wie vor, in enger Zusammenarbeit mit der Landespolizei, nach. Dazu kamen Aufgaben wie Ermittlungen im Zusammenhang mit illegaler Prostitution sowie Sonderaufträge, die nicht im regulären Aufgabenbereich der Stadtpolizei angesiedelt sind. Aufgrund dessen wurde die bisherige Arbeitsgruppe in die OPE übergeleitet und bekämpft auch weiterhin nachhaltig die illegale Glückspielszene in Frankfurt am Main.[14]
- Task-Force-Sicherheit: Diese im Bundesgebiet einmalige Einheit verrichtet ihren Dienst 'rund um die Uhr', somit auch an Wochenenden und Feiertagen. Die Beamten leisten einen Wechselschichtdienst mit insgesamt 5 Teams. Die Aufgaben entsprechen den regionalen Dienstgruppen. Ergänzend dazu nimmt die Task-Force-Sicherheit alle gefahrenabwehrrechtlichen und stadtpolizeilichen Vollzugsaufgaben, d. h. auch der zivilen Dienstgruppen, außerhalb der Regeldienstzeiten wahr.[15]
- Umwelt- und Naturschutz / Abfallrecht: Bedienstete dieser Dienstgruppe führen Überwachungsmaßnahmen in den Feldgemarkungen und Landschaftsschutzgebieten im Stadtgebiet durch. Sie leiten Maßnahmen zur Beseitigung von illegalen Abfallablagerungen und wildem Sperrmüll ein und führen die erforderlichen Ermittlungen zur Einleitung von Ordnungswidrigkeits- und Strafverfahren durch. Ein weiterer Einsatzschwerpunkt ist die Überprüfung der Einhaltung umweltschutzrechtlicher Vorschriften des Strafgesetzbuchs in Zusammenarbeit mit der Hessischen Landespolizei und dem Regierungspräsidium Darmstadt.[16]
- Regionale Dienstgruppen: Die uniformierten Stadtpolizistinnen und -polizisten vollziehen Streifen- und Präsenzdienst im gesamten Stadtgebiet, insbesondere an den sicherheitsrelevanten Einsatzschwerpunkten Innenstadt, Bahnhofsviertel und Zeil. Die Streifen sind ständiger Ansprechpartner für die Bürgerinnen und Bürger und setzen die Zusammenarbeit mit den Partnerinnen und Partnern der Sicherheit und Ordnung im Stadtgebiet vor Ort um. Zudem werden Ordnungswidrigkeiten und Straftaten im Zuständigkeitsbereich der Stadtpolizei verfolgt und im Rahmen der allgemeinen Gefahrenabwehr Maßnahmen wie Platzverweise oder die sofortige Störungsbeseitigung bei Unfällen durchgeführt.[17]

Daneben werden folgende Organisationseinheiten für die Öffentlichkeit betrieben:
- Sicherheitstelefon: 24-Stunden-Hotline für alle Sicherheitsfragen, an die sich der Bürger rund um die Uhr – auch am Wochenende und an Feiertagen – in Fragen der Sauberkeit, Sicherheit und Ordnung wenden kann.[18]
- Sicherheitsmobil: Das Sicherheitsmobil ist, wie auch das Sicherheitstelefon, inzwischen zu einer festen Einrichtung der Stadt Frankfurt am Main geworden. Diese „mobile Wache“ besucht in regelmäßigen Abständen alle Frankfurter Stadtteile und bietet dadurch den Bürgerinnen und Bürgern direkt vor Ort kompetente Ansprechpartner in allen Belangen rund um die Themen Sicherheit und Ordnung, Umwelt- und Naturschutz und dem breiten Tätigkeitsspektrum des Ordnungsamtes. Gerne werden auch Fragen zu den Zuständigkeiten anderer städtischer Ämter beantwortet.[19]
- Wachen: In der Innenstadt, B-Ebene der Hauptwache, sowie in Höchst, Albanusstr. 38, werden zu Tageszeiten zwei Wachen betrieben, die der Bürgerschaft als Anlaufstellen für Belange der öffentlichen Sicherheit und Ordnung dienen sollen. Weiterhin dienen die Wachen der Stadtpolizei zur Durchführung gefahrenabwehrrechtlicher und stadtpolizeilicher Maßnahmen, wie Anzeigenaufnahmen, Personenüberprüfungen, Vernehmungen etc.[20][21]

## Ausbildung
Um in den Dienst der Stadtpolizei Frankfurt am Main eingestellt zu werden, müssen die folgenden Einstellungsvoraussetzungen erfüllt sein:
- Mindestalter von 18 Jahren
- Schulabschluss und abgeschlossene Berufsausbildung bzw. abgeschlossenes Hochschulstudium
- Besitz eines Führerscheins der Klasse B
- Führungszeugnis ohne Eintragungen
- Gesundheitliche Eignung zum Führen von Waffen und ausreichende Schichtdiensttauglichkeit

### Einstellungstest
Der Einstellungstest bei der Stadtpolizei Frankfurt besteht aus einem Deutschtest, einem Sporttest, einem Vorstellungsgespräch mit Gruppenaufgabe und einer amtsärztlichen Untersuchung nach der PDV 300.

#### Sporttest
Der Sporttest besteht aus den folgenden vier Disziplinen:
- Cooper-Test
  - Die Teilnehmer müssen innerhalb von zwölf Minuten die für sie jeweils größtmögliche Strecke zurücklegen.

- Bankdrücken
  - Die Teilnehmer haben eine Langhantel auf der Flachbank so oft wie möglich zur Hochstrecke zu bringen.

- 50-Meter-Lauf
  - Die Teilnehmer müssen die Strecke so schnell wie möglich zurücklegen.

- Achterlauf
  - Die Übung in Form einer liegenden Acht wird fünfmal gelaufen. Es ist Sitzkontakt mit dem mittleren Kasten aufzunehmen und im Schnittpunkt durch ein offenes Kastenelement zu tauchen.

### Ausbildungsinhalte
Die rund einjährige Ausbildung bei der Stadtpolizei Frankfurt am Main besteht aus ca. 900 Unterrichtseinheiten, welche durch das Ausbilderteam der Stadtpolizei Frankfurt am Main, durch Dozenten der Polizeiakademie Hessen und des Polizeipräsidiums Frankfurt am Main, den Hessischen Verwaltungsschulverband sowie durch Mitarbeitende der städtischen Verkehrspolizei erfolgen.

#### Grundausbildung
- Organisationsstrukturen und allgemeine Regelungen der Stadtverwaltung
- PC-Lehrgänge
- Unterweisung in den BOS-Funk
- Erste-Hilfe-Lehrgang
- Grundlehrgang für Hilfspolizeibeamte i. S. d. § 99 HSOG
- HSOG-Aufbaulehrgang
- Grundlagen des Strafgesetzbuches (StGB) und der Strafprozessordnung (StPO), insb. Anzeigenaufnahme im strafrechtlichen Ermittlungsverfahren
- Hospitationen auf den verschiedenen Dienstgruppen
- Blaulichtlehrgang für den regelkonformen Einsatz von Sondersignalen im Straßenverkehr
- Polizeiliche Verkehrsregelung und Abschleppunterweisung
- Situative Handlungstrainings, insb. Deeskalationsstrategien
- Ausbildung am Reizstoffsprühgerät (RSG)
- Ausbildung am Einsatzstock kurz ausziehbar (EKA)
- Schießausbildung an der Dienstwaffe SIG Sauer P320
- Anwendung unmittelbaren Zwangs mittels körperlicher Gewalt, Hilfsmitteln und Waffen
- Weitere Pflichtlehrgänge, z. B. zum Erkennen von Urkundenfälschungen

Nach erfolgreich absolvierter Ausbildung erfolgt die Einstellung als Stadtpolizist in der Entgeltgruppe 9a oder 9b des Tarifvertrags für den öffentlichen Dienst.
An die Grundausbildung anschließend werden folgende Fortbildungsmodule angeboten:
- Wöchentliche Eigensicherungstrainings
- Wöchentlicher Dienstsport
- Zweimonatliche Pflichtteilnahme am Übungsschießen an der Dienstwaffe SIG Sauer P320 gem. PDV 211
- Jährliche Pflichtteilnahme am Training für den Einsatzstock kurz ausziehbar (EKA)
- Zweijährliche Pflichtteilnahme am Erste-Hilfe-Lehrgang
- Lehrgang zur Hessischen Hundeverordnung
- Fahrsicherheitstrainings für PKW- und Kraftradfahrende
- Erlangung des Rettungsschwimmabzeichens
- Fortbildungslehrgänge für Dienstgruppenleitende sowie für Dienstgruppenmitarbeitende
- Spezielle Seminare/Lehrgänge für den täglichen Dienst sowie die Weiterentwicklung persönlicher Fähigkeiten (z. B. „Service leisten – Konflikte meistern – Stress vermeiden“).

## Aufgaben
Der Stadtpolizei obliegen unter anderem folgende Aufgaben:
- Abfallrecht
  - Ermittlungen bei wilden Mülldeponien in den Außenbereichen
  - Illegale Sperrmüllablagerungen
  - Ahndung bei unerlaubter Entsorgung von Kleinabfällen
- Ausländerrecht
  - Ermittlung illegaler Personen und Vollstreckung von Abschiebungen
  - Ausländerrechtliche Überprüfungen
  - Ermittlungsverfahren gegen Arbeitgeber von illegal Beschäftigten
- Fischereirecht
  - Streifendienste und Sonderaktionen an Main und Nidda
- Gefahrenabwehr
  - Sofortige Störungsbeseitigung bei Unfällen und Straftaten
  - Schutz privater Rechte, sofern gesetzlich vorgesehen
  - Erteilung von Platzverweisen bei störendem oder gefährdendem Verhalten
  - Hilfeleistungen aller Art
- Gesundheitsaufsicht
  - Einschreiten bei Infektionsgefahren durch Schädlingsbefall und Ratten
  - Zwangsweise Unterbringung von psychisch kranken Personen bei Gefahr
- Gewerbe- und Gaststättenrecht
  - Kontrollen der gaststättenrechtlichen Auflagen und Konzessionen
  - Überprüfung des angestellten Personals hinsichtlich des Infektionsschutzgesetzes
  - Überprüfung illegaler Beschäftigung
  - Überwachung des Reisegewerbes, der Sommergärten, der Warenauslagen im Einzelhandel, der Wettbüros sowie Spielotheken
- Grünanlagensatzung

- - Einschreiten bei unangeleinten Hunden
  - Einschreiten beim Grillen, Zelten, widerrechtlichem Parken und Sachbeschädigungen
- Immissionsschutzrecht
  - Lärmbeschwerden bei Gaststätten, aus der Nachbarschaft und bei Veranstaltungen
  - Einschreiten bei Geruchsbelästigungen
- Jugendschutzrecht
  - Zuführung an die Eltern in den Nachtstunden
  - Zuführung an das Jugendamt oder Polizei bei „Heimausreißern“
- Gefährliche Hunde
  - Überprüfung, Ermittlung, Einziehung und Sicherstellung von gefährlichen Hunden
- Lotterierecht
  - Kontrollen von genehmigten Tombolen und Ausspielungen auf öffentlichen Straßen und Plätzen
  - Überprüfung der Auflagen
- Melderecht
  - Wohnsitzermittlungen im Auftrag städtischer Ämter oder anderer Behörden
  - Verfolgung von Ordnungswidrigkeiten nach dem Meldegesetz
- Naturschutzrecht/Baumschutzsatzung
  - Verhinderung bzw. Feststellung von Verstößen gegen naturschutzrechtliche Bestimmungen
- Personenbeförderungsrecht
  - Taxenkontrollen hinsichtlich Vorhandensein von Konzession
  - Überprüfung von Personenbeförderungsscheinen
  - Eichbescheinigung des Taxameters
  - Überprüfung der Sauberkeit im Fahrzeug
- Polizeiverordnungen der Stadt Frankfurt (Ortsrecht)
  - Vorgehen gegen aggressives und organisiertes Betteln sowie Betteln mit oder durch Kinder
  - Vorgehen gegen zweckfremde Nutzung der Toilettenanlagen
  - Vorgehen gegen Lagern und Konsum von Drogen, Alkohol sowie Drogenkonsum auf Spielplätzen und Schulhöfen
  - Überwachung des Leinenzwanges bei Hunden
  - Kontrollen des Alkoholkonsum an den Abgängen zu den B-Ebenen
  - Graffitibekämpfung
- Prostitution
  - Bekämpfung der verbotenen Prostitution
  - Überwachung der Bestimmungen des ProstSchG in Bordellbetrieben
- Sammlungsrecht
- Straßenverkehrsrecht
  - Beschlagnahme von Führerscheinen auf Grund richterlicher oder staatsanwaltlicher Beschlüsse
  - Wohnungsdurchsuchungen im Rahmen der Einziehung der Fahrerlaubnis bei Vorliegen eines richterlichen Durchsuchungsbeschlusses
  - Ermittlungen bzw. Strafverfahren bei Missbrauch oder Fälschung von Behindertenausweisen
  - Gefahrenabwehr bei Trunkenheit am Steuer, unsicherer Ladung etc.
  - Überwachung von gesperrten Wegen und Feldgemarkungen
  - Ahndung von Fahrzeugmängeln
  - Beseitigung verkehrswidriger Zustände zur akuten Gefahrenabwehr
- Straßenverkehrszulassungsrecht für Kraftfahrzeuge
  - Ermittlungen und Vollstreckungsmaßnahmen (Entstempelung des Kennzeichens) für die Kfz-Zulassungsstelle bei nicht vorhandenem Versicherungsschutz, bei Kraftfahrzeugsteuerschulden oder bei technischen Mängeln
- Versammlungsrecht
  - Überprüfung von Demonstrationen
  - Überwachung von Auflagen in Absprache mit dem zuständigen Fachbereich für Demonstrationen/Versammlungen
- Waffenrecht
  - Einziehung und Beschlagnahme von Waffen, Waffenscheinen und Waffenbesitzkarten auf Anordnung der Fachbehörde oder des Gerichts
  - Kontrollen des verbotenen Waffenhandels im Reisegewerbe und Marktverkehr
  - Bei Personenkontrollen wird aus Gründen der Eigensicherung auf verbotene Gegenstände nach dem Waffengesetz geachtet
- Wasserrecht
  - Feststellung wasserrechtswidriger Zustände wie zum Beispiel unzulässige Einleitung in Gewässer, Abwassersammelgruben, Grundwassernutzungen, Verunreinigung des Erdreiches
  - Unterrichtung der Unteren Wasserbehörde im Umweltamt

Die Stadtpolizistinnen und Stadtpolizisten unterliegen dem Legalitätsprinzip, sind also neben den o.g. originären Aufgaben, auch subsidiär zur Erforschung und Verfolgung von Straftaten verpflichtet. Einen Überblick über die tatsächlich geleisteten Tätigkeiten gibt der regelmäßig veröffentlichte Sicherheitsbericht der Stadtpolizei Frankfurt.

## Befugnisse
Die Bediensteten der Stadtpolizei haben im Rahmen ihres o.g. Aufgabengebiets u. a. die Rechtsstellung von Hilfspolizeibeamten i.S.d. § 99 des Hessischen Gesetzes über die öffentliche Sicherheit und Ordnung (HSOG) und damit die Befugnisse eines Polizeivollzugsbeamten. Sie haben insbesondere folgende Kompetenzen:
- Personenüberprüfungen und Identitätsfeststellungen
- Vorläufige Festnahmen und Personalienfeststellung (Sistierung)
- Platzverweise und Verbringungsgewahrsam
- Sicherstellungen/Beschlagnahme von Beweismitteln
- Verkehrsregelnde Eingriffe in den Verkehr, Erteilen von polizeilichen Weisungen, Nutzung von Sonder- und Wegerechten
- Entgegennahme von Anzeigen und Eröffnung von Ermittlungsverfahren im Straf- und Ordnungswidrigkeitenrecht
- Anwendung unmittelbaren Zwanges mittels  körperlicher Gewalt, Hilfsmitteln und Waffen
- Vollstreckung offener Haftbefehle
- Betretungsrechte für Gewerbebetriebe und Wohnungen im Falle des § 38 Abs. 6 HSOG

Die Angehörigen der Stadtpolizei Frankfurt am Main sind nach dem Legalitätsprinzip zur Strafverfolgung verpflichtet.

## Uniform
Die Stadtpolizei trägt die dunkelblaue Uniform der norddeutschen Landespolizeien. Diese wird über die Logistikzentrale Niedersachsen beschafft.

## Amtsbezeichnungen
| Besoldungsstufe | Dienstbezeichnung       |
| --------------- | ----------------------- |
| A6              | Feldschutzmeister       |
| A7              | Feldschutzobermeister   |
| A8              | Feldschutzhauptmeister  |
| A9              | Feldschutzkommissar     |
| A10             | Feldschutzoberkommissar |

Die Bezeichnung „Feldschutz“ geht auf eine der Vorläuferorganisationen der Stadtpolizei Frankfurt am Main zurück.
Da es sich beamtenrechtlich um eine sog. Sonderlaufbahn handelt, ist der Feldschutzoberkommissar derzeit die höchste für Stadtpolizisten erreichbare Amtsbezeichnung. Die Feldschutzmeister/-obermeister/-hauptmeister sind gegenüber ihren Kollegen in der hessischen Landespolizei jeweils um eine Besoldungsstufe schlechter gestellt. So ist z. B. der Feldschutzobermeister in A7 eingestuft, der Polizei- bzw. Kriminalobermeister aber in A8.
Stadtpolizisten, welche unter den TVöD fallen, sind (je nach Verwendung) Feldschutzhauptmeistern bis Feldschutzoberkommissaren (A8 – A10) in der EG9 (a-b-c) angeglichen.
Die jeweilige Amtsbezeichnung wird bei den uniformierten Kräften anhand von Anzahl und Farbgebung der Sterne auf den Schulterklappen ersichtlich.
An der Spitze der Stadtpolizei steht aktuell (Stand 2024) der Leitende Magistratsdirektor Matthias Heinrich.

## Fahrzeuge
Aktuelle Streifenwagen sind vom Typ Mercedes-Benz Vito, Opel Grandland und VW Golf. Gruppenkraftwagen derzeit sind vom Typ Fiat Ducato und Mercedes-Benz Sprinter. Zum Transport von Personen entsprechend dem Gesetz über Hilfen und Schutzmaßnahmen bei psychischen Krankheiten dienen zurzeit Fahrzeuge des Modells Fiat Ducato Typ I und II. Daneben stehen Streifenmotorräder des Typs BMW R 1150 RT und Kawasaki Versys 650 sowie Elektrofahrräder zur Verfügung.

### Farbgebung
Im Zuge der Farbumstellung änderte sich die Farbe der Fahrzeuge von grün-weiß bzw. grün-silber zu blau-silber bzw. blau-weiß. Die ersten blau-silbernen Streifenwagen wurden Anfang 2005 beschafft.

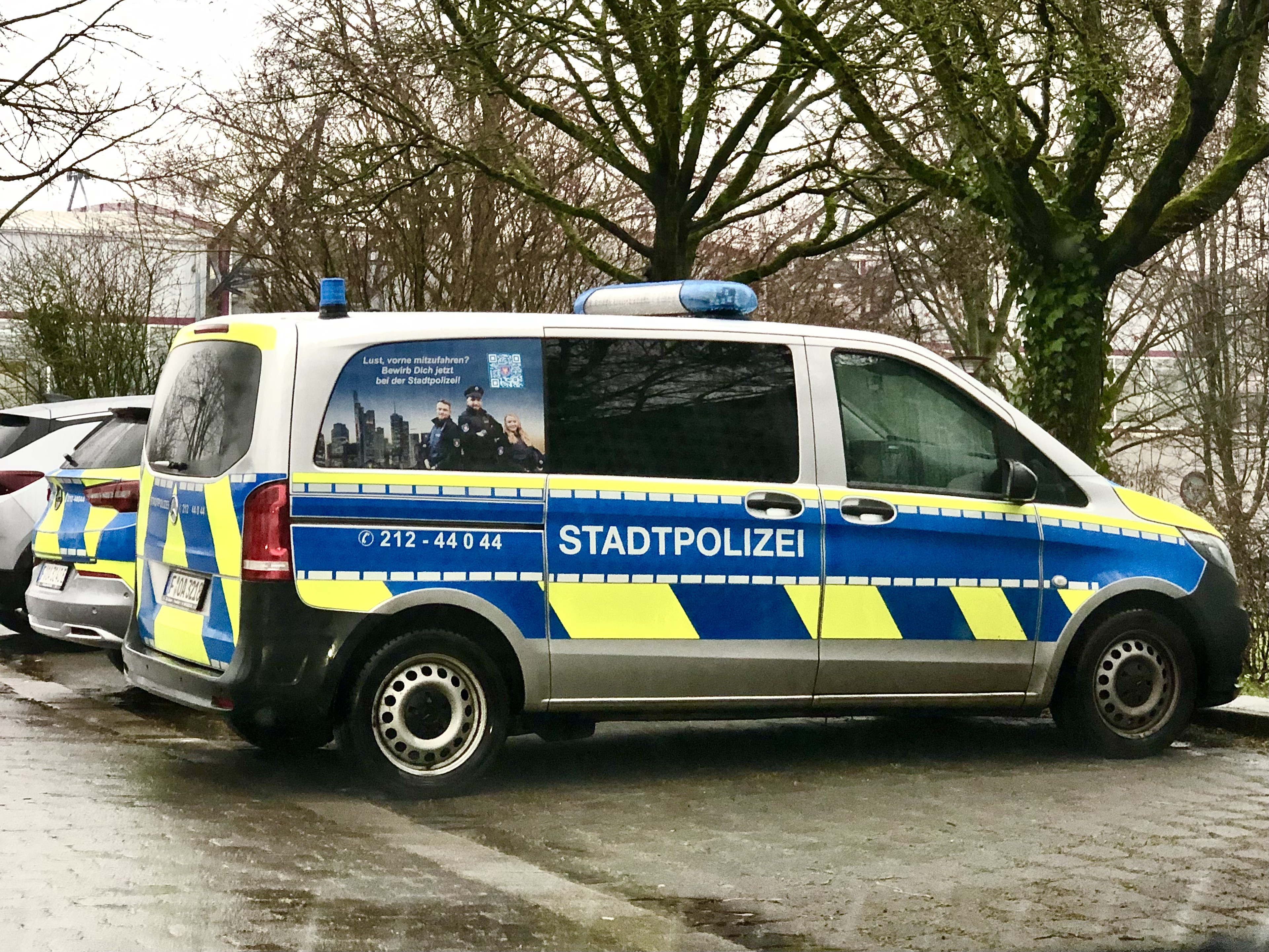
Streifenfahrzeug der Stadtpolizei Frankfurt am Main in der aktuellen Farbgebung

Neue Dienstfahrzeuge werden ausschließlich in der Farbgebung Blau-Silber beschafft und verfügen am Heck über eine auffällige neongelbe Farbgebung.

## Gewerkschaften
Die Interessen der Beschäftigten der Stadtpolizei Frankfurt am Main werden durch die Gewerkschaft der Polizei, Deutsche Polizeigewerkschaft und Vereinte Dienstleistungsgewerkschaft (ver.di) vertreten.
Die Gewerkschaften setzen sich unter anderem für eine fortführende Professionalisierung der Ausbildung, eine verstärkte Verbeamtung der Stadtpolizisten und eine Verbesserung der Arbeitsbedingungen hinsichtlich Bezahlung und Arbeitszeiten ein. Die Stadtpolizei Frankfurt (Main) wird durch verschiedene Ausschüsse und Fachgruppen in den jeweiligen Gewerkschaften vertreten.